# Oleksandrivsk
Oleksandrivsk (ukrajinsky Олександрiвськ, rusky Александровск – Alexandrovsk) je město v Luhanské oblasti na Ukrajině. K roku 2014 v něm žilo přes šest tisíc obyvatel.

## Poloha
Oleksandrivsk leží na levém, severním břehu Luhaně, pravého přítoku Severního Doňce v povodí Donu. Od Luhansku, správního střediska oblasti, je vzdálen přibližně deset kilometrů západně.

## Dějiny
Oleksandrivsk byl založen v roce 1772 pod jménem Alexandrovka. Na Oleksandrivsk/Alexandrovsk byl přejmenován při povýšení na sídlo městského typu v roce 1959. Městem je od roku 1961.